# Andrei Popescu
Andrei Popescu (n. 12 aprilie 1948) este un jurist și profesor universitar român, judecător al Tribunalului din cadrul Curții Europene de Justiție de la Luxemburg.

## Cariera
Devine licențiat în drept al Universității din București în 1971. Urmează apoi studii postuniversitare de drept internațional al muncii și de drept social european la Universitatea din Geneva (1973-1974). Obține titlul de doctor în drept al Universității din București 1980. Este asistent stagiar (1971-1973), apoi asistent titular (1974-1985) și titular de curs de dreptul muncii la Universitatea București (1985-1990). 
Lucrează ca cercetător principal al Institutului de Cercetare Științifică în Domeniul Muncii și Protecției sociale (1990-1991), director general adjunct (1991-1992), apoi director (1992-1996) la Ministerul Muncii și Protecției Sociale; conferențiar (1997), apoi profesor la Școala Națională de Studii Politice și Administrative din București (2000).
De asemenea, este numit secretar de stat la Ministerul Integrării Europene (2001-2005) și șef de departament la Consiliul Legislativ al României în două mandate (1996-2001 și 2005-2009). Înființează și conduce Revista Română de Drept European în calitate de director. În perioada 2009-2010 este președinte al Societății Române de Drept European. În aceeași perioadă a fost agent al Guvernului român în fața instanțelor Uniunii Europene, activând concomitent ca subsecretar de stat în cadrul Departamentului pentru Afaceri Europene din cadrul Guvernului României.
Reprezentanții guvernelor statelor membre ale Uniunii Europene l-au numit prin decizia din 18 noiembrie 2010 pe profesorul Andrei Popescu in calitate judecător la Tribunalul Uniunii Europene pentru perioada 26 noiembrie 2010 – 31 august 2016, acesta înlocuindu-l pe profesorul Valerius M. Ciucă.